# Cortney Tidwell

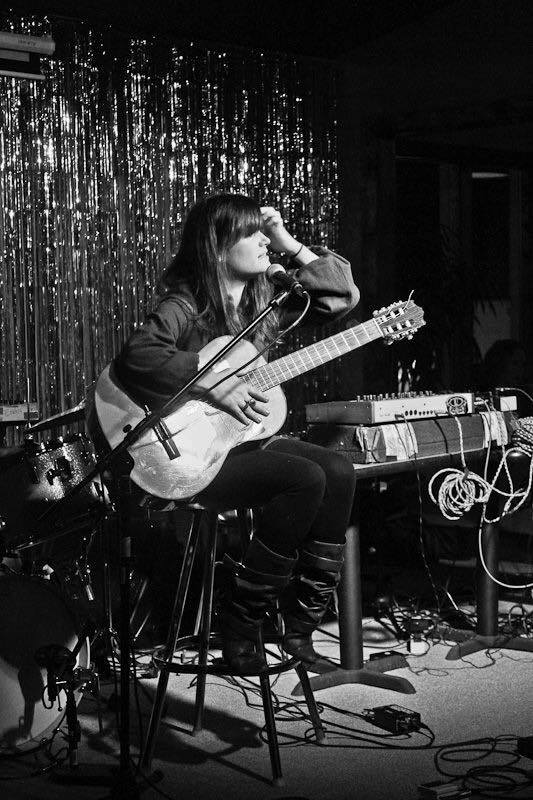
Cortney Tidwell

Cortney Tidwell (* 1972 in Nashville, Tennessee) ist eine amerikanische Sängerin und Texterin.

## Leben
Tidwell stammt aus einer Musikerfamilie: Der Großvater, Slim Williamson,  war der Besitzer verschiedener Plattenfirmen wie Chart Records, ihr Vater, Cliff Williamson, war Plattenproduzent und A & R bei Schallplattenfirmen und ihre Mutter war die Sängerin Connie Eaton. Die ganze Familie trat bei der seit 1925 wöchentlich produzierten Radiosendung Grand Ole Opry aus Nashville auf oder war mit der Sendung auf die eine oder andere Weise verbunden. 
Tidwell besuchte nach der Highschool in Nashville für zwei Jahre ein College, machte jedoch keinen Abschluss, da sie sich voll der Musik widmen wollte.
Cortney Tidwell ist mit Todd Tidwell verheiratet, der ihre rechte Hand bei den Musikproduktionen ist. Das Paar hat  zwei Kinder, die Familie lebt in Nashville.

## Diskografie
- 2006: Courtney Tidwell.
- 2006: Don’t Let the Stars Keep us Tangled Up in Zusammenarbeit mit Kurt Wagner und William Tyler von Lambchop.
- 2010: Invariable Heartache zusammen mit Kurt Wagner. Die Veröffentlichung enthält neue Versionen von Liedern, die Tidwells Großvater auf seinen Chart Records veröffentlicht hatte.